# Beslidhja Skaut Albania
Beslidhja Skaut Albania – pierwsza narodowa albańska organizacja skautowa powstała w 2004 roku. Od 2005 do 2014 roku członek WOSM. W 2004 roku liczyła około 1000 skautów. Ruch skautowy istniał w Albanii w latach 1920–1937. Albania była jednym z członków założycieli WOSM. Ruch został rozwiązany przez ówczesnego króla Zoga I. Po II wojnie światowej w kraju powstaje organizacja pionierów. Dopiero w 1999 roku rozpoczyna się odbudowa dzisiejszego skautingu, którego przełomowym momentem jest wstąpienie do WOSM.